# 영휘원
영휘원(永徽園)은 대한민국 서울특별시 동대문구에 위치한 무덤으로 대한제국 고종의 후궁인 순헌황귀비 엄씨의 무덤이다. 영휘원 경내에 있는 숭인원(崇仁園)은 의민황태자의 아들 원손 이진의 무덤이다.
영휘원의 규모는 55,015m2이다. 엄귀비는 1854년 11월 증찬정(贈贊政) 엄진삼(嚴鎭三)의 장녀로 태어나 8세에 경복궁에 들어가 명성황후 민씨의 시위상궁(侍衛尙宮)이 되었다가, 을미사변으로 명성황후가 시해된 후 아관파천 때 고종을 모시며 후궁(後宮)이 되어 1897년 영친왕 이은을 출산하였다. 귀인(貴人)에 봉해졌고, 1901년 비(妃)에 진봉되고, 1903년에는 황귀비에 책봉되었다. 1911년 7월 20일 58세로 별세하여, 순헌(純獻)이라 시호를 올리고, 8월에 양주 천수산(天秀山)에 무덤을 만들고, 원호는 영휘라 하였다. 위패는 서울특별시 종로구 궁정동에 있는 칠궁에 봉안되어 있다.

## 같이 보기
- 숭인원
- 서울 영휘원 산사나무 (천연기념물 제506호)

 본 문서에는 서울특별시에서 지식공유 프로젝트를 통해 퍼블릭 도메인으로 공개한 저작물을 기초로 작성된 내용이 포함되어 있습니다.